# Apopa
Apopa és una de les ciutats més densament poblades del Salvador, situada en l'àrea metropolitana de San Salvador.
Situada a 420 m sobre el nivell del mar, té una extensió de 51,64 km². El seu nom prové del nàhuatl i significa "Lloc de boira" o "Lloc de vapors d'aigua". La població del municipi és de: 250.000 habitants.

## Organització administrativa
Per a la seva administració, el municipi es divideix en 8 cantons:
L'Àngel, 
Guadalupe, 
Joiell Bell, 
Joiell Grand, 
Les Delicies, 
San Nicolás, 
Suchinango y 
Tres Ceibas

## Capital
La capital del municipi és la ciutat d'Apopa, la qual es divideix en els barris El Perdut, Centre, El Calvari i El Trànsit i moltes altres comunitats.